# Sarishabari
Sarishābāri är en ort i Bangladesh.   Den ligger i provinsen Dhaka, i den centrala delen av landet, 130 km nordväst om huvudstaden Dhaka. Sarishābāri ligger 22 meter över havet och antalet invånare är 81 325.
Terrängen runt Sarishābāri är mycket platt. Det finns inga andra samhällen i närheten.
Trakten runt Sarishābāri består till största delen av jordbruksmark. Runt Sarishābāri är det mycket tätbefolkat, med 1 266 invånare per kvadratkilometer.